# William Souza
William Júnior Sales de Lima Souza est un footballeur brésilien né à Rolândia (Paraná) au Brésil le 14 mai 1983.
Son poste de prédilection est attaquant.
Il a signé avec l'En avant Guingamp en janvier 2008.

## Clubs
- 2001-2003 : Santos FC  Brésil (40 matchs, 12 buts)
- 2004-2004 : Ulsan Hyundai Horang-i  Corée du Sud
- 2004-2005 : Santos FC  Brésil (7 matchs, 2 buts)
- 2005-2006 : Coritiba FC  Brésil
- 2006-2006 : Boavista  Portugal (14 matchs, 3 buts)
- 2006-2006 : AA Ponte Preta  Brésil
- 2006-2007 : Coritiba FC  Brésil (15 matchs, 2 buts)
- 2006-2007 : Busan I'Park  Corée du Sud (2 matchs)
- 2007-2008 : Fortaleza EC  Brésil (14 matchs, 9 buts)
- Depuis janvier 2008 : EA Guingamp  France (15 matchs, 2 buts)
- 2008-2009 : Avai FC  Brésil

## Palmarès
- Championnat du Brésil de Série A avec le Santos FC en 2002, et 2004

## Sélections
- 3 sélections et un but en Équipe du Brésil des moins de 20 ans de football.